# Tropidurus mucujensis
Tropidurus mucujensis är en ödleart som beskrevs av  Rodrigues 1987. Tropidurus mucujensis ingår i släktet Tropidurus och familjen Tropiduridae. Inga underarter finns listade i Catalogue of Life.